# Faouzi Chaouchi
Faouzi Chaouchi (ar. فوزي شاوشي, ur. 5 grudnia 1984 w Bordj Menaïel) – algierski piłkarz grający na pozycji bramkarza.

## Kariera klubowa
Karierę piłkarską Chaouchi rozpoczął w klubie JS Bordj Menaiel. Grał w nim w latach 2003-2006 w trzeciej lidze Algierii. W połowie 2006 roku odszedł do Jeunesse Sportive de Kabylie z miasta Tizi Wuzu i zadebiutował w jego barwach w pierwszej lidze algierskiej. Tam wygrał rywalizację z Lounèsem Gaouaouim i stał się pierwszym bramkarzem. W 2008 roku wywalczył z Kabylie pierwsze w karierze mistrzostwo Algierii.
W połowie 2009 roku Chaouchi przeszedł z JS Kabylie do innego pierwszoligowca, ES Sétif. Zadebiutował w nim 22 sierpnia 2009 w zremisowanym 1:1 domowym meczu z CR Belouizdad. Natomiast w 2011 roku został zawodnikiem MC Algier.
| Sezon   | Klub             | Kraj     | Rozgrywki            | Mecze | Bramki |
| ------- | ---------------- | -------- | -------------------- | ----- | ------ |
| 2003/04 | JS Bordj Menaiel | Algieria | III. liga            | ?     | 0      |
| 2004/05 | JS Bordj Menaiel | Algieria | III. liga            | ?     | 0      |
| 2005/06 | JS Bordj Menaiel | Algieria | III. liga            | ?     | 0      |
| 2006/07 | JS Kabylie       | Algieria | Championnat National | 23    | 0      |
| 2007/08 | JS Kabylie       | Algieria | Championnat National | 24    | 0      |
| 2008/09 | JS Kabylie       | Algieria | Championnat National | 29    | 0      |
| 2009/10 | ES Sétif         | Algieria | Championnat National | 19    | 0      |
| 2010/11 | ES Sétif         | Algieria | Championnat National | 18    | 0      |
| 2011/12 | MC Algier        | Algieria | Championnat National | 18    | 1      |
| 2012/13 | MC Algier        | Algieria | Championnat National | 25    | 0      |
| 2014/15 | MC Algier        | Algieria | Championnat National | 26    | 0      |
| 2015/16 | MC Algier        | Algieria | Championnat National | 29    | 0      |
| 2016/17 | MC Algier        | Algieria | Championnat National | 15    | 0      |
| 2017/18 | MC Algier        | Algieria | Championnat National | 13    | 0      |

## Kariera reprezentacyjna
W reprezentacji Algierii Chaouchi zadebiutował 26 marca 2008 roku w zremisowanym 1:1 towarzyskim spotkaniu z Demokratyczną Republiką Konga. W 2009 roku wywalczył z Algierią awans na Mistrzostwa Świata w RPA, a w 2010 roku znalazł się w kadrze na Puchar Narodów Afryki 2010.